# Crossopetalum scoparium
Crossopetalum scoparium är en benvedsväxtart som först beskrevs av William Jackson Hooker och Arn., och fick sitt nu gällande namn av Carl Ernst Otto Kuntze. Crossopetalum scoparium ingår i släktet Crossopetalum och familjen Celastraceae. Inga underarter finns listade.